# علامة رومبيل-ليد
علامة رومبيل-ليد (بالإنجليزية: Rumpel–Leede sign)‏ هو وابل قاصي من الحبرة يَحدث مُباشرةً بعد إزالة الضغط من المرقأة أو مقياس ضغط الدم.:824